# Grand Prix du Comminges 1932
Grand Prix du Comminges 1932 je bila enaindvajseta neprvenstvena dirka v sezoni Velikih nagrad 1932. Odvijala se je 14. avgusta 1932 v francoskem mestu Saint-Gaudens.

## Rezultati

### Dirka
| Poz | Št | Dirkač                  | Moštvo                     | Dirkalnik        | Krogi | Čas/Odstop |
| --- | -- | ----------------------- | -------------------------- | ---------------- | ----- | ---------- |
| 1   | 14 | Goffredo Zehender       | Privatnik                  | Alfa Romeo Monza | 16    | 3:02:21    |
| 2   | 2  | Marcel Lehoux           | Privatnik                  | Bugatti T51      | 16    | 3:05:46    |
| 3   | 12 | Raymond Sommer          | Privatnik                  | Alfa Romeo Monza | 16    | 3:13:30    |
| 4   | 24 | Benoit Falchetto        | Privatnik                  | Bugatti T35B     | 15    | +1 krog    |
| 5   | 32 | Jean de Maleplane       | Privatnik                  | Maserati 26M     | 15    | +1 krog    |
| Ods | 10 | Jean-Pierre Wimille     | Privatnik                  | Alfa Romeo Monza | 15    | Trčenje    |
| Ods | 22 | René Dreyfus            | Privatnik                  | Bugatti T35C     | 13    | Trčenje    |
| Ods | 16 | Pierre Felix            | Privatnik                  | Alfa Romeo Monza | 13    | Trčenje    |
| Ods | 34 | Raoul Miquel            | Privatnik                  | Bugatti T35B     |       |            |
| Ods | 28 | Cousinié                | Privatnik                  | Bugatti T35B     |       |            |
| Ods | 26 | Philippe Etancelin      | Privatnik                  | Alfa Romeo Monza | 8     |            |
| Ods | 6  | Jean Gaupillat          | Privatnik                  | Bugatti T51      | 8     | Prenos     |
| Ods | 20 | William Grover-Williams | Automobiles Ettore Bugatti | Bugatti T51      | 1     | Gorivo     |